# Atlantik - Schwarzes Meer (EV6)
Die EuroVelo-Route EV6 (Atlantik-Schwarzes Meer), ist ein europäischer Radfernweg. Sie führt über 4700 Kilometer vom Atlantik bei Nantes in Frankreich zum Schwarzen Meer bei Constanța in Rumänien. Diese Ost-West-Strecke verläuft überwiegend entlang der Flüsse Loire, Saône, Doubs, Rhein und Donau und durchquert dabei zehn Länder.

## Streckenführung

### Frankreich
Ausgehend von Saint-Brevin-les-Pins an der Atlantikküste Frankreichs führt die Strecke entlang der Loire durch Nantes, Angers, Tours, Orléans und Nevers nach Digoin. Von dort folgt der Radweg dem Canal du Centre nach Chalon-sur-Saône. Ab dort wird der Saône bis nach Saint-Jean-de-Losne gefolgt. Anschließend führt die Strecke über Besançon und Belfort nach Mülhausen zum Rhein, dem zur Grenze mit der Schweiz gefolgt wird.

### Schweiz
In der Schweiz verläuft der Radweg von Basel entlang des Rheins bis zum Bodensee.

### Donau
Vom Bodensee führt die Strecke nach Tuttlingen; von dort wird dem Donauradweg bis zur Mündung gefolgt. In Deutschland verläuft die Strecke dabei über Ulm, Ingolstadt und Regensburg nach Passau. Die Streckenführung in Deutschland entspricht der Donauroute (D6) aus dem Radnetz der D-Routen.
In Österreich führt der Verlauf weiter durch Linz und Wien, nach Bratislava in der Slowakei und Budapest in Ungarn. Anschließend führt der Weg entlang der kroatisch-serbischen Grenze und durch Novi Sad und Belgrad. Danach verläuft die Strecke entlang der rumänisch-bulgarischen Grenze und weiter bis zur Mündung in das Schwarzen Meer; von dort wird der Küste nach Constanța gefolgt.